# トマテロス・デ・クリアカン
トマテロス・デ・クリアカン（スペイン語: Tomateros de Culiacán、あるいは単にトマテロスとも）は、メキシコのウインターリーグであるリーガ・メヒカーナ・デル・パシフィコに所属するプロ野球チーム。

## 概要
1970年に創設。メキシコ北西部のシナロア州クリアカンに本拠を置く。
かつて五十嵐亮太とマック鈴木が参加した球団として日本でも有名。
五十嵐は到着後、先発として獲得したと言われ、いきなり先発することとなった。五十嵐は「チームの環境は最高で、なにしろソフトバンク、アメリカ時代を含めチームメイトが7人もいたことには驚き！野球界狭いね！」と述べている。